# Rafidia
Rafidia o Rafidiya (àrab: رفيديا, Rafīdiyā) és un barri a la part occidental de la ciutat palestina de Nablus. Va ser un municipi independent fins que es va fusionar amb Nablus en 1966. Actualment hi ha tres famílies de palestins cristians i una musulmana, encara que el nombre de cristians és de només 700. En 1961 Rafidia tenia 923 habitants, que augmentaren a 1.200 en 1983.

## Història
Les restes d'una església croada van ser trobats per Victor Guérin en 1863; «avui dividida en una desena d'habitacions [..] habitada per diverses famílies. Aquesta església, orientada d'oest a est va ser dedicada antigament a Sant Jordi.» Avui dia no és possible identificar aquest edifici, ja que diversos edificis de Rafidia incorporen seccions de parets antigues, però Bagatti va identificar una paret en l'extrem nord de la localitat com d'origen croat.
En 1882 el SWP va observar «fonaments d'una paret de bona maçoneria quadrada, no elaborada,» al sud de la localitat.

### Època otomana
El poble va ser incorporat a l'Imperi Otomà en 1517 amb tot Palestina, i en 1596 va aparèixer als registres fiscals sota el nom de Rafidya, a la nàhiya de Jabal Qubal al liwà de Nablus. Tenia una població de 9 llars musulmanes llars i 6 solters musulmans, i 85 llars cristianes. Els habitants del poble pagaven impostos sobre els cultius de blat, ordi, olivera, ingressos ocasionals, cabres i ruscs, i una premsa d'oli d'oliva o per suc de raïm.
Rafidia va ser antigament propietat de la prominent família Touqan de Nablus. Ells la va cedir a una família d'àrabs cristians amb orígens gassànides d'al-Karak, en l'actual Jordània al segle xvii. Segons la tradició, la família, que constava d'un pare i els seus tres fills i la seva filla, havien fugit d'al-Karak per evitar casar la filla, Rafid, amb l'emir Udwan, un príncep musulmà de la ciutat. Al principi van migrar a Taybeh a través del Mar Mort, però després es va traslladar al nord cap a Nablus. En aquell moment, hi havia una família musulmana a la zona, al-Hassouneh, i després que s'hi va establir la família cristiana les dues famílies es va dividir la terra i l'aigua entre ells per igual. El poble va ser nomenat "Rafidia" en honor de Rafid.
En 1838, Robinson va trobar la vila totalment cristiana, i va dir que hi vivien "115 homes fiscals, o gairebé 500 habitants."
En 1863, Guérin va dir que la vila tenia 300 habitants, gairebé tots "grecs cismàtics", uns 40 catòlics i la resta musulmans.
En 1882 el Survey of Western Palestine del Fons per a l'Exploració de Palestina descrivia Rafidia com "un poble de bona mida al vessant del turó, amb una deu al nord-est i jardins inferiors. Els habitants són ortodoxos grecs .... Una escola protestant és visible al centre del poble".

### Època del Mandat Britànic
Al cens de Palestina de 1922 elaborat per les autoritats del Mandat Britànic, Rafidia tenia 438 habitants; 111 musulmans i 307 cristians, els cristians eren 206 ortodoxos, 44 catòlics romans, 1 melkita i 56 anglicans. La població va disminuir segons el cens de 1931 a 355; 68 musulmans i 287 cristians, en 88 llars.
En 1945 Rafidiya tenia 430; 80 musulmans i 350 cristians, amb 2.004 dúnams de terra, segons un cens oficial de terra i població, D'aquests, 447 dúnams eren horta i terra de rec, 1.168 per a cereals, mentre que 32 dúnams eren sòl edificat.

## Esglésies
L'Església de St. Justí de Nablus és una església catòlica construïda en 1887. En 1907, la confraria del Rosari va arribar a Nablus i Rafidia per servir el Patriarca Llatí de Jerusalem i assistir el sacerdot al servei de l'església visitant les famílies i ensenyar els nens. També van establir l'Escola Germanes del Rosari a Nablus i Rafidia. Com a resultat del terratrèmol que va afectar Nablus en 1927, l'església va ser danyada, però el Patriarcat la va renovar i l'església va tornar a obrir en 1931.
L'Església de Sant Justí va ser sotmesa a més renovacions i expansions al llarg de diversos períodes. El nou campanar va ser construït en 1956 i es va ampliar l'església, i després el 1980, l'església va ser novament reformada, ampliada i pintada amb frescs i adornada amb vidrieres de colors amb dibuixos relacionats amb l'Església.
L'església anglicana protestant de St Mateu va ser anteriorment una casa que va ser llogada en 1932 per la parròquia. L'habitació d'hostes es va usar com a església i les altres habitacions es van utilitzar com a escola per a l'església partir d'aquesta data. Mai es va construir com a església, però una casa llogada es va convertir en església i escola protestant.